# Douglas McGregor
Pour les autres personnes prénommées Douglas avec l’un des noms de famille Macgregor, MacGregor ou McGregor, voir Douglas Macgregor.
Pour les articles homonymes, voir McGregor.
Douglas Murray McGregor (1906-1964) est un psychologue américain, professeur de management à la Sloan School of Management du Massachusetts Institute of Technology (MIT) de 1937 à 1964. 

## Biographie
McGregor est titulaire d'un doctorat de psychologie à l’université Harvard qu'il obtient en 1935 après avoir travaillé dans de nombreuses entreprises, notamment comme directeur d’une firme de distribution d’essence à Détroit de 1926 à 1930. Il a exercé le rôle de  conseiller en relations humaines.
Son influence a été surtout visible dans le domaine de la psychologie industrielle avec la publication, en 1960, de son livre The Human Side of Enterprise, traduit en français sous le titre La Dimension humaine de l'entreprise (1969). 
Il est l'auteur dans les années 1960 d'une des principales contributions à la pratique managériale. Son analyse et sa vision sont contenues dans la formulation de ce qu'il appelle les théorie X et théorie Y, qui reposent chacune sur deux systèmes de valeurs distinctes.
McGregor meurt brutalement, sans explication, à l’âge de 58 ans. 

## Théorie X et théorie Y
Ces théories sont basées sur deux conceptions de l'autorité et du contrôle, chacun des systèmes comportant une conception spécifique de la personne et donc une pratique réputée adaptée pour conduire la relation entre les individus au sein d'une même organisation :
- la théorie X repose sur le postulat selon lequel l'employé n'aime pas travailler. Il est improductif s'il n'est pas surveillé. Il ne travaille que sous la contrainte, voire la menace ;
- la théorie Y repose sur le postulat selon lequel l'employé aime travailler. Il a besoin d'autonomie, et sa créativité doit être libérée et suscitée.

### Théorie X
Les dirigeants adeptes de  la théorie X sont convaincus de ce que l’individu moyen éprouve en général une aversion innée pour toute forme d'effort ou de responsabilité et en particulier pour le travail. Il s’en déduit un comportement d'évitement et de fuite devant l'effort, la responsabilité et le travail : l'état d'esprit et l'attitude qui en découlent sont largement répandus chez les humains, ce qui se traduit par « en faire le minimum pour ne pas avoir d'ennui et se tirer d'affaire ».
Par conséquent, selon cette théorie, le dirigeant réaliste et efficace est celui qui contraint, contrôle, menace de sanction ou promet récompense pour faire en sorte que ses collaborateurs — considérés comme des subordonnés — fournissent les efforts nécessaires et suffisants à la réalisation des objectifs (politique familièrement dite de la « carotte et du bâton » ).

### Théorie Y
Les dirigeants tenants de la théorie Y sont persuadés que l’effort physique et mental est aussi naturel aux humains que le repos ou les loisirs. Pour eux, l’individu moyen — placé dans les conditions adéquates — non seulement accepte, mais le plus souvent recherche les responsabilités. Il s'ensuit qu'un management fondé sur une réelle incitation à la créativité, à la fixation des objectifs et sur la récompense des efforts réalisés pour atteindre l'objectif, est non seulement nécessaire mais aussi fortement adapté pour obtenir l'adhésion et la motivation des personnes. 
Selon la théorie Y, l'individu associé aux objectifs de son organisation, passe du statut d'individu à celui de collaborateur, de contributeur actif. Il n'hésite plus à donner spontanément le meilleur de lui-même sans qu’il y ait besoin de surajouter — au-delà du minimum nécessaire — des dispositifs de contrôle ou de sanction.

### Conclusions
L'observation empirique réalisée par McGregor révèle que le type de pratique (plutôt X ou plutôt Y) d'une organisation (ressources humaines et comportement organisationnel) s'explique essentiellement par les valeurs et postulats prônés par ses dirigeants. Ceci peut contribuer à la création d'une situation problématique quand valeurs et postulats ne correspondent pas ou trop peu aux attentes et/ou aux possibilités fondamentales des personnes faisant partie de l'organisation.

## Le leadership

### L'équipe de direction
L'équipe de direction

## Œuvres
- The Human Side of Enterprise, McGraw-Hill, 1960 / Traduction française : La dimension humaine de l'entreprise, Gauthier-Villars, 1971
- Leadership and motivation, MIT Press, 1966
- The professional manager, MacGraw Hill, 1967 / Traduction française : La profession de manager,  Gauthier-Villars, 1974